# Doménico Ponziani
Doménico Ponziani (Módena, 9 de noviembre de 1719 - ib., 15 de julio de 1796) fue uno de los principales teóricos del ajedrez del siglo XVIII. Se consagró sacerdote en 1764, y fue jurista y profesor de la universidad. Vivió en la villa de Santo Crocifisso de la «La Crocetta», muy cerca de Módena. Aquí escribió en 1769 su libro «El juego incomparable del ajedrez», cuya primera edición apareció como de autor anónimo, y publicó como tal en 1782. De este libro se hicieron rápidamente muchas ediciones que se difundieron por toda Europa. En esta obra pone de relieve su sagacidad y su espíritu analítico.
A Ponziani se le atribuye una importante apertura: Apertura Ponziani. La teoría moderna de aperturas considera el tercer movimiento una pérdida de tiempo, por eso no se ve entre los ajedrecistas de alto nivel. Lógicamente la idea es jugar d4 y formar un centro fuerte y sólido, muy jugable en partidas rápidas. Domenico Ponziani fue el inventor de la palabra "fianchetto", aplicada a la salida del alfil por g2 o b2 (blancas) así como también cuando las negras lo hacen g7 o b7.
Es el máximo responsable de lo que se ha dado en llamar escuela de Módena, que se desarrolló a finales del siglo XVII y principios del XVIII, que resucitó el estilo italiano tras la revolución de Philidor.